# Torquigener florealis
Torquigener florealis är en fiskart som först beskrevs av Cope 1871.  Torquigener florealis ingår i släktet Torquigener och familjen blåsfiskar. Inga underarter finns listade i Catalogue of Life.